# Willy Hernangómez
Willy Hernangómez, właśc. Guillermo Gustavo Hernangómez Geuer (ur. 27 maja 1994 w Madrycie) – hiszpański koszykarz, występujący na pozycji środkowego, od 2023 zawodnik FC Barcelony.
25 czerwca 2015 roku został wybrany w drafcie NBA przez zespół Philadelphia 76ers, dzień później prawa do jego osoby trafiły do New York Knicks.
16 lipca 2015 roku powrócił do zespołu Realu Madryt. 8 lipca 2016 podpisał umowę z New York Knicks.
7 lutego 2018 trafił do Charlotte Hornets w zamian za dwa przyszłe wybory draftu (2020 i 2021) oraz Johnny’ego O’Bryanta.
24 listopada 2020 dołączył do New Orleans Pelicans. 12 lipca 2023 został zawodnikiem FC Barcelony.

## Osiągnięcia

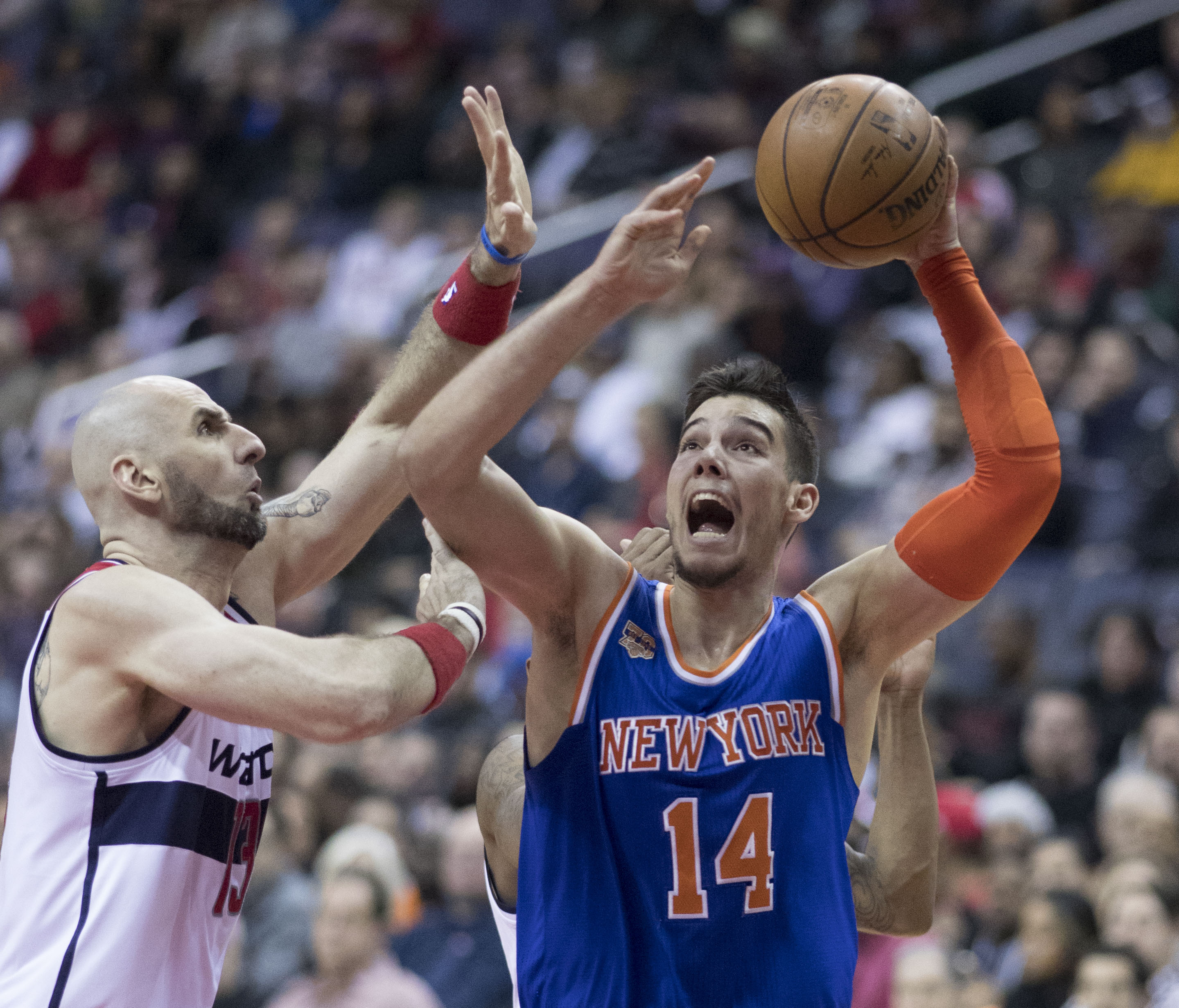
W konfrontacji z Marcinem Gortatem (2017).

Stan na 20 października 2023, na podstawie, o ile nie zaznaczono inaczej.

### NBA
- Uczestnik Rising Stars Challenge (2017)[8]
- Zaliczony do I składu debiutantów NBA (2017)[9]
- Debiutant miesiąca NBA (kwiecień 2017)

### Drużynowe
- Mistrz Hiszpanii (2016)
- Zdobywca pucharu:
  - Hiszpanii (2016)
  - Interkontynentalnego FIBA (2015)

### Indywidualne
- MVP 8. kolejki rozgrywek Eurocup (2014/15)
- Wybrany do I składu najlepszych młodych zawodników ACB (2015, 2016)
- Uczestnik Eurocampu Adidasa (2013)

### Reprezentacja

#### Seniorów
- Mistrz Europy (2015, 2022)
- Brązowy medalista:
  - olimpijski (2016)[10]
  - mistrzostw Europy (2017)
- Uczestnik mistrzostw świata (2023 – 9. miejsce)[11]

#### Indywidualne
- MVP Eurobasketu (2022)

#### Młodzieżowe
- Mistrz Europy U–18 (2011)
- Wicemistrz Europy U–20 (2014)
- Zwycięzca turnieju Alberta Schweitzera (2012)
- Zaliczony do I składu:
  - turnieju Alberta Schweitzera (2012)
  - mistrzostw Europy U–20 (2014)
- Uczestnik mistrzostw:
  - świata U–19 (2013 – 5. miejsce)
  - Europy U–18 (2012 – 5. miejsce)
  - Europy U–16 (2010 – 4. miejsce)